# برايان كيركهام
برايان كيركهام (بالإنجليزية: Brian Kirkham)‏ هو دراج أسترالي، ولد في 1986 في ميناء أوغستا في أستراليا.

## وصلات خارجية
- برايان كيركهام على موقع CycleBase (الإنجليزية)
- برايان كيركهام على موقع نتائج كأس العالم لسباقات دراجات (بي.أم.إكس) (الإنجليزية)
- برايان كيركهام على موقع اللجنة الأولمبية الدولية (الإنجليزية)
- برايان كيركهام على موقع أوليمبيديا (الإنجليزية)
- برايان كيركهام على موقع اللجنة الأولمبية الأسترالية (الإنجليزية)